# Carlos Martínez Ugarte
Carlos Martínez Ugarte (Vitòria, 7 de febrer de 1967) és un exfutbolista professional basc, que jugava en la posició de migcampista.

## Trajectòria
Va destacar sobretot a la Reial Societat. Després de militar al filial, el San Sebastián, la temporada 88/89 debuta a la màxima categoria tot jugant 17 partits i marcant un gol. Durant els següents anys, alternaria l'equip A i el filial. Quan va marxar del club, el 1994, havia sumat 46 partits i dos gols amb els donostiarres.